# Ioannis Fokianos
Ioannis Fokianos (in greco Ιωάννης Φωκιανός?; Atene, 18 dicembre 1845 – 1896) è stato un ginnasta e dirigente sportivo greco.

## Biografia
Studiò, dal 1860, nella facoltà di Fisica e Matematica dell'Università di Atene. Allo stesso tempo, era uno studente di Georgios Pagon e di Jules Ening nel ginnasio pubblico, divenendo poi loro assistente e, dopo il 1868, si unì a loro nella gestione della palestra. Da questa posizione ha contribuito alla creazione del primo nucleo sportivo nella capitale greca e alla diffusione della ginnastica, basandosi sul modello tedesco, che aveva adottato.
Nel 1875, si occupò dell'organizzazione dei terzi Giochi olimpici di Zappas e venne ritenuto responsabile del fallimento organizzativo della manifestazione. Poi si dimise dal suo incarico nel Ginnasio e andò a Salonicco.
Nel 1879 Fokianos ritorno ad Atene. Il suo ritorno è stato associato con i processi iniziali per la formazione delle istituzioni sportive greche. Nel 1878, fu completata la costruzione del ginnasio centrale e l'anno successivo venne nominato direttore. Nel 1879, si svolse ad Atene il primo "Congresso delle associazioni greche", vale a dire il primo congresso delle associazioni educative che erano attive all'interno e all'esterno dei confini dello Stato greco. Nel corso di tale riunione venne discussa la questione della introduzione di ginnastica come materia di istruzione. Infatti, nel 1880 la ginnastica divenne una disciplina obbligatoria in materia di istruzione pubblica, mentre dal 1882 la prima scuola di Stato per ginnasti divenne operativa (anche saltuariamente). Lo stesso anno venne fondata l'Athenian Gymnastic Association, mentre nel 1883 vennero introdotti nel palestre i primi apparecchi. Nel 1880, Fokianos venne nominato supervisore delle palestre di Stato (1882) e pubblicò un manuale di ginnastica, uno dei primi libri sulla ginnastica scritti in Grecia.
Fokianos organizzò i quarti Giochi olimpici di Zappas nel 1889, gli eventi sportivi del 1890 e la fondazione della Società Ginnastica panellenica, di cui fu il primo presidente (1891-1896). Fokianos morì improvvisamente, solo poche settimane dopo la chiusura dei primi Giochi olimpici moderni, durante i quali fu l'ufficiale dei giochi, come Konstantinos Manos.